# Burns Glacier
Burns Glacier är en glaciär i Antarktis. Den ligger i Östantarktis. Nya Zeeland gör anspråk på området. Burns Glacier ligger 628 meter över havet.
Terrängen runt Burns Glacier är varierad. Trakten är obefolkad. Det finns inga samhällen i närheten.